# Берджесс Абернеті
Берджесс Абернеті (англ. Burgess Abernethy, нар. 21 лютого 1987, Голд-Кост, Квінсленд, Австралія) — австралійський актор, відомий своєю роллю Зейна Беннета в серіалі «H2O: Просто додай води».

## Кар'єра
Впродовж 2000 — 2008 років знімався у таких серіалах, як «BeastMaster», «Blue Water High» і в успішному австралійському серіалі «All Saints», у якому виконав роль Тома Бішопа.
У 2006 році він приєднався до акторського складу австралійського серіалу «H2O: Просто додай води», в якому зіграв Зейна Беннетта, хлопця, що закохується в Ріккі Чедвік (Кариба Гейн), одну з русалок, ближче до кінця серіалу в 2010 році.
Між 2007 та 2008 роками знявся в успішному австралійському серіалі Додому і в дорогу, де грав студента Шона Еванса.
У 2010 році він з'явився як гість в епізоді нового серіалу «Академія танцю».

## Фільмографія

### Серіали
| Рік              | Назва                              | Роль         | Примітка                           |
| 2006 - 2010 роки | H2O: Просто додай води             | Зейн Беннетт | 49 серій                           |
| 2007 - 2008 роки | Додому і в дорогу                  | Шон Еванс    | 3 епізоди                          |
| 2008 рік         | Блакитна вода                      | Кур'єр       | 1 епізод                           |
| 2008 рік         | Всіх святих                        | Том Бішоп    | 1 епізод                           |
| 2010 рік         | Академія танцю                     | Оллі         | 1 епізод                           |
| 2011 рік         | Корони                             | Брент Сміт   | 1 епізод                           |
| 2015 рік         | Пітер Аллен: Не сусідський хлопчик | Ніл Пітерс   | 2 серії (міні-серіал)              |
| 2017 рік         | Хогес                              | -            |                                    |
| 2018 рік         | iZombie                            | бакенбарди   | епізод «І він буде доброю людиною» |

### Фільми
| Рік      | Назва     | Роль     | Примітка               |
| -------- | --------- | -------- | ---------------------- |
| 2009 рік | Благодать | Юнак     | Короткометражний фільм |
| 2013 рік | Дзеркала  | Берджесс | Короткометражний фільм |